# Cronologia della guerra civile spagnola

## Cronologia del conflitto

### Anno 1936
16 febbraioIl Fronte Popolare vince le elezioni.
14 marzoViene arrestato José Antonio Primo de Rivera, figlio del dittatore Miguel Primo de Rivera e fondatore della Falange, insieme al fratello Miguel.
19 marzoViene arrestato Onésimo Redondo Ortega, fondatore delle Juntas de Ofensiva Nacional-Sindicalista e dirigente della Falange.
9 luglioIl marchese di Heredia, cugino dello stesso José Antonio Primo de Rivera, viene ucciso da José Castillo, tenente degli "Asaltos" e militante socialista.
12 luglioLo stesso José Castillo, è ucciso da quattro falangisti davanti alla sua abitazione come vendetta per la morte del marchese di Heredia.
13 luglioIn rappresaglia per l'omicidio di Castillo, José Calvo Sotelo, leader della destra monarchica, è sequestrato e ucciso dagli "Asaltos".
17 luglioSollevazione dell'esercito di stanza nelle colonie in Marocco, e arresto del generale Manuel Romerales Quintero, comandante militare della circoscrizione orientale del Protettorato del Marocco.
18 luglioLa sollevazione si estende alla Spagna metropolitana.
19 luglioFranco vola dalle Canarie a Tétouan e prende il comando dell'esercito in Africa.
Santiago Casares Quiroga si dimette da capo del governo repubblicano.
Diego Martínez Barrio cerca di formare un nuovo governo, ma non riesce a ottenere un sostegno parlamentare sufficientemente ampio.
José Giral forma un governo, che ordina la distribuzione di armi alla popolazione.
20 luglioInizio dell'Assedio dell'Alcázar di Toledo da parte dei repubblicani. Quello stesso giorno muore in un incidente aereo il comandante in capo delle forze nazionaliste José Sanjurjo. Emilio Mola diviene comandante dell'armata nazionalista nel nord della Spagna, e Francisco Franco diviene comandante nel sud.
21 luglioGli insorti nazionalisti hanno il controllo delle zone spagnole del Marocco, delle Isole Canarie, delle Baleari (eccetto Minorca) della parte della Spagna a nord della Sierra de Guadarrama e del fiume Ebro (eccetto le Asturie, Santander, il nord dei Paesi Baschi, e della Catalogna). Tra le città principali, gli insorti tengono Siviglia, ma i repubblicani hanno il controllo di Madrid e Barcellona, dove 12 000 soldati ribelli sono costretti a desistere dalla polizia lealista e da milizie operaie.
23 luglioDurante l'assedio dell'Alcázar di Toledo viene assassinato dai miliziani il giovane figlio del comandante dei nazionalisti, Luis Moscardò.
24 luglioI nazionalisti formano un governo, nella forma della Giunta di difesa nazionale (in spagnolo, Junta de Defensa Nacional) presieduto da Miguel Cabanellas Ferrer, che si riunisce per la prima volta a Burgos.
28 luglioPrimi arrivi di aeroplani tedeschi e italiani in aiuto dei nazionalisti.
luglio-agostoCollettivizzazioni dei terreno agricoli.
30 luglioViene arrestato a Madrid dai repubblicani il poeta Ramiro de Maeztu
7 agostoInizio dell'appoggio francese alla Repubblica, con invio di armi e aeroplani.
8 agostoLa Francia chiude la frontiera con la Spagna, in seguito a pressioni britanniche per non intervenire nel conflitto.
14 agostoLe forze nazionaliste guidate dal colonnello Juan Yagüe prendono Badajoz dopo una battaglia durata 28 giorni, unendo le due parti del territorio in mano ai nazionalisti. Dopo la resa della città i franchisti commettono uno dei più gravi eccidi della guerra noto come il Macello di Badajoz.
16 agostoTruppe repubblicane sotto il comando del capitano Alberto Bayo sbarcano a Maiorca e stabiliscono una piccola base, sotto pesanti bombardamenti italiani. Verranno comunque sconfitte meno di un mese dopo, il 12 settembre.
19 agostoViene fucilato da militanti della CEDA il poeta Federico García Lorca.
4 settembreI socialisti prendono la guida del governo repubblicano con Francisco Largo Caballero.
9 settembreConferenza di Londra sul non intervento in Spagna. Fra le nazioni democratiche il Messico è l'unico a esprimere appoggio al governo repubblicano, ritenendo che assumere una posizione neutrale tra un governo democratico e una giunta militare non sia una posizione appropriata e che il non interventismo fornirebbe grande appoggio ai nazionalisti.
14 settembreIl Papa esprime condanna nei confronti del governo repubblicano.
19 settembreI nazionalisti prendono il controllo della Guinea spagnola (oggi Guinea Equatoriale).
21 settembreLa Giunta di difesa nazionale, riunita in Burgos, decide in una riunione segreta di nominare Francisco Franco quale comandante generale delle truppe nazionaliste.
27 settembreL'Alcázar di Toledo, assediato per 70 giorni dal Repubblicani, viene soccorso dalle Truppe nazionaliste che liberano gli assediati comandati dal colonnello Moscardó.
29 settembreIncrociatori nazionalisti ottengono una vittoria decisiva, sottraendo il controllo dello Stretto di Gibilterra alla Repubblica. Il Comintern approva la creazione delle Brigate Internazionali.
1º ottobreFranco si dichiara capo dello Stato e Generalissimo.
Il governo repubblicano concede l'autonomia ai Paesi Baschi (Biscaglia e Gipuzkoa) come Euzkadi, con José Antonio Aguirre come presidente.
3 ottobreViene nominato capo del governo nazionalista il generale Fidel Dávila Arrondo e Franco capo provvisorio dello Stato.
6 ottobreIn opposizione alla fornitura di aiuto ai nazionalisti da parte di Germania, Italia e Portogallo, l'URSS dichiara di rifiutare il non interventismo e di voler vendere armi ai repubblicani.
7 ottobreFormata la prima Brigata Internazionale ad Albacete.
29 ottobreVengono fucilati dai repubblicani il poeta Ramiro de Maeztu e il filosofo Ramiro Ledesma Ramos
4 novembreCon i nazionalisti alle porte di Madrid, gli anarchici della CNT si uniscono al governo di Largo Caballero.
6 novembreLa difesa di Madrid viene organizzata sotto la direzione della recentemente creata Junta de Defensa, diretta dal generale José Miaja.
Il governo repubblicano si sposta a Valencia.
8 novembreInizio della battaglia di Madrid.
Arrivo delle prime Brigate Internazionali.
18 novembreItalia e Germania riconoscono il governo di Franco.
19 novembreIl leader anarchico Buenaventura Durruti viene ferito gravemente durante i combattimenti a Madrid. Muore il giorno seguente.
20 novembreJosé Antonio Primo de Rivera viene giustiziato in carcere ad Alicante, dove era stato tenuto prigioniero da prima dell'inizio dell'insurrezione.
23 novembreLa battaglia di Madrid finisce con entrambe le parti esauste e il fronte stabilizzato, impedendo quindi una rapida vittoria nazionalista.
10 dicembreMussolini decide di inviare un primo contingente di 3 000 Camicie nere in appoggio ai nazionalisti.

### Anno 1937
Franco fece un altro tentativo per catturare Madrid nel gennaio e febbraio del 1937, ma fallì di nuovo. All'inizio di febbraio venne presa la città di Malaga e il 28 aprile gli uomini di Franco entrarono a Guernica, due giorni dopo il bombardamento della città da parte della Legione Condor tedesca. Dopo la caduta di Guernica il governo repubblicano si riorganizzò e incominciò a controbattere con sempre maggiore efficacia.
In maggio il governo si mosse per riconquistare Segovia, costringendo Franco a togliere truppe dal fronte di Madrid per fermarne l'avanzata. Mola, il comandante in seconda di Franco, rimase ucciso in un incidente aereo il 3 giugno. Ai primi di luglio, il governo lanciò una forte controffensiva nell'area di Madrid, che i nazionalisti respinsero con difficoltà.
Successivamente Franco riprese l'iniziativa, invadendo l'Aragona in agosto e prendendo le città di Santander e Gijón. Il 28 agosto il Vaticano riconobbe il governo di Franco e alla fine di novembre, con i nazionalisti che premevano su Valencia, il governo si spostò di nuovo, a Barcellona.
Avvenimenti principali dell'anno:
17 gennaioI nazionalisti incominciano la battaglia per prendere Malaga. Tre colonne nazionaliste, formate da legionari italiani, convergono sulla città da Siviglia e Granada, coadiuvate da un attacco di truppe spagnole lungo la costa.
18 gennaioBarcellona è sottoposta al primo bombardamento navale operato illegalmente dal sommergibile italiano Torricelli: in 12 minuti i pezzi da 120 mm sparano 43 granate, colpendo le navi attraccate e i depositi della compagnia petrolifera Campsa.
6 febbraioLe truppe repubblicane arrivano ad Almería, dopo una ritirata da Malaga male organizzata e sotto il costante bombardamento dell'artiglieria tedesca.
6-24 febbraioOffensiva nazionalista di Jarama da parte delle forze guidate dal generale Orgaz, che tentano di isolare Madrid. Nei pesanti combattimenti le forze repubblicane, comandate dai generali Pozas e Miaja, riescono a impedire che l'obiettivo venga raggiunto. Le perdite ammontarono a 6 000 nazionalisti e circa 10 000 repubblicani.) L'8 febbraio viene occupata anche Malaga, bombardata nei due giorni precedenti dalla legione Condor.
13 febbraioAncora un'azione corsara da parte di una nave da guerra italiana ai danni di Barcellona: l'incrociatore Eugenio di Savoia apre il fuoco da 9 000 metri al largo e in poco meno di cinque minuti si abbattono sulla città 9 salve di 72 proiettili da 152 mm. Colpiti gli stabilimenti aeronautici dell'Elizalde, e una caserma. Si contano sedici morti, fra civili e militari.
8-23 marzoSvolgimento della Battaglia di Guadalajara, un altro tentativo di isolare Madrid, cui partecipò il Corpo Truppe Volontarie italiano. Dopo una rapida avanzata dei nazionalisti e delle truppe italiane, i repubblicani contrattaccano, aiutati dai carri armati e dagli aerei di fabbricazione sovietica. In questo frangente si scontrano per la prima volta legionari fascisti italiani con i fuoriusciti "garibaldini" italiani delle Brigate Internazionali; nonostante le maggiori perdite repubblicane e il termine della battaglia per esaurimento delle energie di entrambi i contendenti, gli italiani, che avevano un'iniziale schiacciante maggioranza numerica, subiscono una battuta d'arresto, sfruttata dalla propaganda fino a ingigantirne gli effetti sul morale.
31 marzoInizio dell'offensiva nazionalista del generale Mola per prendere Bilbao, difesa dalle forze sotto il comando del generale Llano de la Encomienda.
19 aprileEmanazione del Decreto di Unificazione: Franco dichiara lo scioglimento di tutti i movimenti nazionalisti e l'unificazione della Falange, della CEDA e dei carlisti, creando così la Falange Española Tradicionalista y de las Juntas de Ofensiva Nacional-Sindicalista (FET y de las JONS), dal 1938 Movimiento Unificado.
26-28 aprileBombardamento di Guernica da parte della Legione Condor.
3-8 maggioInsurrezione operaia a Barcellona (le giornate di maggio). Si scontrano il POUM (partito comunista antistalinista) e la CNT (sindacato anarchico) da una parte, contro il PSUC (partito comunista catalano) e Guardia de Asalto (polizia) dall'altra, in seguito ai decreti governativi che imponevano lo scioglimento delle milizie non regolari e alla presa con la forza della Telefónica (sede del servizio telefonico di Barcellona già sotto controllo operaio dei lavoratori stessi di telefonia pubblica) da parte delle forze governative. Numerosi esponenti di spicco del POUM e anarchici vengono arrestati e uccisi. Tra loro l'italiano Camillo Berneri. George Orwell, miliziano del POUM, riesce a mettersi in salvo.
17 maggioCade il governo di Largo Caballero. Juan Negrín, socialista, diviene capo del governo.
3 giugnoIl generale Emilio Mola, capo delle forze nazionaliste muore in un incidente aereo (mai chiarite le cause). Fidel Dávila prende il comando delle sue truppe, che stanno attaccando Bilbao, mentre Franco diviene il comandante in capo.
16 giugnoIl POUM viene messo fuori legge dal governo centrale e i suoi leader sono arrestati.
17 giugnoLa Jaime I, una delle migliori navi dei repubblicani, viene affondata a Cartagena.
19 giugnoBilbao viene presa dai franchisti, causando il collasso del sistema difensivo repubblicano, ottimisticamente chiamato Cinturón de Hierro ("Cinturone di ferro").
21 giugnoAgenti sovietici assassinano il capo del POUM, Andreu Nin.
24 giugnoL'aereo delle Forze repubblicane Caudron-Renault FA-OHX, partito dall'aeroporto di Valencia, è costretto all'atterraggio di fortuna sulla spiaggia di Zarauz, per assenza di carburante. Il velivolo trasporta l'intero Stato Maggiore - composto da un generale russo, due ufficiali inglesi e un ufficiale francese - inviato per organizzare la difesa della città di Santander, assediata dai Franchisti. I quattro vengono arrestati e immediatamente trasferiti al Quartier generale di Francisco Franco.
5-28 luglioBattaglia di Brunete. Tentando di ridurre la pressione nazionalista su Madrid, il generale Miaja ordina un'offensiva, guidata dai generali Juan Modesto e Enrique Jurado. Questi prendono Brunete, spostando il fronte di otto chilometri. Il contrattacco nazionalista, guidato dal generale José Enrique Varela annulla quasi completamente questo vantaggio.
novembreIl governo repubblicano lascia Valencia per Barcellona.
15 dicembreInizio della battaglia di Teruel.

### Anno 1938
Le due parti si scontrarono sul possesso della città di Teruel durante tutto gennaio e febbraio, con i nazionalisti che infine ne presero il controllo definitivo il 22 febbraio. Il 14 aprile, i nazionalisti arrivarono al Mar Mediterraneo tagliando in due la parte di Spagna controllata dai repubblicani. Il governo cercò di trattare la pace in maggio, ma Franco chiese la resa incondizionata e la guerra continuò a infuriare.
Il governo allora pose tutte le sue risorse in una campagna per riconnettere le due parti del suo territorio, nella Battaglia dell'Ebro, che cominciò il 24 luglio e durò fino al 26 novembre. Il fallimento dell'obiettivo determinò lo sviluppo finale della guerra. Otto giorni prima dell'anno nuovo, Franco reagì lanciando un massiccio attacco alla Catalogna.
Avvenimenti principali dell'anno:
8 gennaioLe truppe repubblicane, comandate dai Generali Hernández Sarabia e Leopoldo Menéndez prendono la città di Teruel, dopo la resa del colonnello Rey d'Harcourt. Le dure condizioni climatiche dell'inverno impediscono il tempestivo arrivo delle truppe inviate da Franco sotto il comando dei generali Varela e Aranda.
29 gennaio 1938Francisco Franco diviene capo del governo, restando anche capo provvisorio dello Stato.
20 febbraioLe truppe repubblicane sono costrette ad abbandonare Teruel e a dirigersi verso Valencia, sotto la pressione delle truppe marocchine del generale Yagüe. Fine della battaglia di Teruel.
6 marzoBattaglia navale di Capo Palos (un incrociatore nazionalista, il Baleares, viene affondato da un incrociatore repubblicano).
9 marzoViene emanata dal governo nazionalista la prima delle otto Leggi fondamentali del Regno (Leyes Fundamentales del Reino), che verranno abrogate solo nel 1978.
13 marzoLa Francia riapre le frontiere per permettere il transito di armi nella zona repubblicana.
5 aprileIl Ministro della Difesa, il socialista Indalecio Prieto si dimette per protestare contro il livello dell'influenza sovietica sull'esercito.
15 aprileI nazionalisti raggiungono il Mediterraneo a Vinaroz, dividendo in due la zona repubblicana.
giugnoLa Francia chiude nuovamente il confine.
24 luglioInizio della battaglia dell'Ebro. Le forze repubblicane tentano di distogliere i nazionalisti dall'attaccare Valencia e di diminuire la pressione sulla Catalogna. In un primo momento le truppe repubblicane, comandate dal generale Modesto, ottengono un considerevole successo, ma vengono limitate dalla supremazia aerea nazionalista. I pesanti combattimenti continuano fino a novembre.
21 settembreJuan Negrín, capo del governo repubblicano, in un discorso alla Società delle Nazioni, annuncia che le Brigate Internazionali verranno ritirate dalle zone di combattimento. Il ritiro ha inizio il 4 ottobre.
30 ottobreI nazionalisti contrattaccano, costringendo le truppe repubblicane a ritirarsi, riattraversando l'Ebro.
2 novembreI nazionalisti affondano la nave repubblicana SS Cantabria al largo di Norfolk, nel Mare del Nord.
18 novembreFine della battaglia dell'Ebro.
23 dicembreIncomincia la battaglia per Barcellona. Viene lanciato un attacco nazionalista a sei punte, con file separate che vanno dai Pirenei all'Ebro. I franchisti prendono Borjas Blancas, circondano Tarragona e raggiungono la periferia di Barcellona. Il governo repubblicano si ritira da Barcellona a Gerona, anche se le sue truppe continuano a mantenere la difesa della città.

### Anno 1939
I nazionalisti conquistarono la Catalogna, con una campagna tumultuosa, durante i primi due mesi del 1939. Tarragona cadde il 14 gennaio, Barcellona il 26 gennaio e Gerona il 5 febbraio. Cinque giorni dopo la caduta di Gerona, l'ultima resistenza in Catalogna fu spezzata.
Il 27 febbraio, i governi di Regno Unito e Francia riconobbero con riluttanza il regime franchista. Solo Madrid e pochi altri capisaldi rimasero nelle mani delle forze governative. Il 28 marzo, Madrid cadde nelle mani dei nazionalisti. Il giorno seguente, anche Valencia, che aveva resistito sotto i cannoni dei nazionalisti per quasi due anni, si arrese.
La vittoria venne proclamata il 1º aprile, quando l'ultima delle forze repubblicane comunicò la resa. Avvenimenti principali dell'anno:
15 gennaioLa Francia, ancora una volta, permette il passaggio di armi verso la Repubblica.
26 gennaioBarcellona cade nelle mani dei nazionalisti.
5 febbraioI nazionalisti prendono Gerona, l'esercito repubblicano in Catalogna è stato virtualmente disintegrato.
27 febbraioFrancia e Regno Unito riconoscono il Regime franchista.
28 febbraioManuel Azaña si dimette da Presidente della Repubblica.
4 marzo-12 marzoColpo anticomunista del colonnello Segismundo Casado e di Cipriano Mera. Nelle strade di Madrid, c'è una guerra civile all'interno della guerra civile. Il Consejo de Defensa Nacional (Consiglio di Difesa Nazionale), guidato dal colonnello Casado, cerca di negoziare con Franco.
Il governo repubblicano fugge in esilio in Francia.
28 marzoCon la virtuale disintegrazione dell'esercito repubblicano, i nazionalisti prendono Madrid.
29 marzoCadono Cuenca e Almería.
30 marzoCadono Valencia e Alicante.
31 marzoFine effettiva delle ostilità.
1º aprileFrancisco Franco annuncia la fine della guerra.